# My Thirty Years Backstairs at the White House
My Thirty Years Backstairs at the White House (« Mes trente années d'escalier de service à la Maison-Blanche ») est un roman autobiographique de Lillian Rogers Parks (1897-1997), écrit avec Frances Spatz Leighton. Ses mémoires sont basées sur les trente années (1931-1961) que Parks a passées comme couturière à la Maison-Blanche sous les administrations de Hoover, Roosevelt, Truman et Eisenhower ainsi que sur ses souvenirs d'enfance des trente années que sa mère, Margaret "Maggie" Rogers,  a également passées à la Maison-Blanche, comme chef des domestiques, entre 1909 et 1939, sous les administrations de Taft, Wilson, Harding, Coolidge, Hoover et Roosevelt.
La minisérie Backstairs at the White House, diffusée sur NBC en 1979, est tirée de ce livre.